# Chimboya
De Chimboya is een berg in Peru. De berg heeft een hoogte van 5.489 meter en maakt deel uit van het Andesgebergte.